# Yaya Cissokho
Yaya Cissokho (24 gennaio 1955) è un ex cestista senegalese.

## Biografia
Suo figlio Sidy è anch'egli un cestista.

## Carriera
Con il Senegal ha disputato i Giochi olimpici di Mosca 1980, segnando 5 punti in 5 partite.